# Tapapa

Tapapa (maori de Nouvelle-Zélande : Tāpapa) est une localité rurale, située dans la région de Waikato dans l’île du Nord de la Nouvelle-Zélande.

## Installations
Le secteur a deux marae : 
Le « marae nommé « Tāpapa » est un terrain de rencontre traditionnel pour les Ngāti Raukawa (en) de l’hapū des Ngāti Tūkorehe (en), Rangitawhia (en) et Te Rangi (en).
Le marae de Ruapeka et la maison de rencontre de Rangimarie est un lieu de rassemblement des Ngāti Raukawa (en) de l’hapū des Ngāti Tūkorehe (en)  , .